# 大黒まりこ
大黒まりこ（1987年11月19日生まれ）は、日本のタレント・アーティストである。

## 人物
神奈川県横浜市出身。
- 身長165cm、スリーサイズはB80cm、W66cm、H90cm。血液型はB型。
- 洗足学園音楽大学ミュージカルコース卒。
- 趣味：お酒。ビールの銘柄を目隠しで飲んで全部言い当てられる。生ビール注ぎの名人。でも酒乱。
- 特技：ダンス、テニス、ものまね、あだ名をつけること

## 歴
高校時代、音楽クラスにて音楽の専門授業を受けながら声楽を習い、同時に軽音楽部のボーカルをしていた。
洗足学園音楽大学にて4年間、舞台芸術と演劇を学び卒業。
2011−2013年　高校の同級生、yuricaに誘われ、バラエティの道へ。アボカドールを結成。
その後コンビを解散し、大学メンバーとアカペラコーラスユニット　桜式部を結成。

## 作品
2017年　あの頃ソングス（キングレコードオムニバスアルバム）【桜式部として参加】
2018年　キオクの花びら（オリジナルアルバム）【桜式部】

## 出演

### テレビ
- 全力!銭ナール（MBSテレビ）2012年2-4月レギュラー
- アメトーク（テレビ朝日のトークバラエティ）パネル出演
- お説教アイドル 叱るGENJI（毎日放送）妹分オーディション出演

### ドラマ
- 最高の人生の終り方〜エンディングプランナー〜（テレビ朝日）キャバクラ嬢役

### CM
- ネクソン「マビノギ英雄伝」CM

### ラジオ
- SKIDPROOF（アボカドチャンネル）2011年7月-2012年12月レギュラー
- ぶっちぎりラジオ（エフエム浦安）2011年12月-2012年2月レギュラー
- 反畑誠一の音楽ミュージアム（ミュージックバード）内コーナーレギュラー
- 小柳ゆきのI'm Fun Area（エフエム富士）ゲスト出演
- Travelin’Light（FM横浜）ゲスト出演
- あの頃グラフィティ（FM世田谷）ゲスト出演
- 上越に愛ターン（エフエム上越）ゲスト出演

### 舞台
- エグジスタンス（久保田悠来主演）
- サニーちゃんの右往左往（渡辺コウジ作・演出）

### 映画
- 天使の恋（佐々木希主演）佐々木希スタンドイン